# Eusebi Bertrand i Serra
Eusebi Bertrand i Serra   (Barcelona, 22 de desembre de 1877 - Barcelona, 4 de juny de 1945) fou un industrial tèxtil cotoner, i polític, de família d'origen rossellonès.

## Biografia
Era fill de Manuel Bertrand i Salsas i Flora Serra i Casanoves, filla d'Eusebi Serra i Clarós, que amb el seu pare va constituir la societat Serra i Bertrand, després Manuel Bertrand i Fill, i finalment Eusebi Bertrand i Serra. Sota el seu mandat, l'empresa va viure el seu moment de màxima esplendor, modernitzant i ampliant les instal·lacions, fins a aconseguir el control de tot el procés productiu del cotó. El 1934 era el primer industrial individual cotoner del món, segons el Butlletí de la Master Cotton Spinners Association, i fou succeït en els negocis pel seu fill Manuel Bertrand i Mata.
En l'ordre polític, fou un dels fundadors, junt amb Prat de la Riba i Francesc Cambó, de la Lliga Regionalista, dirigent del sometent i diputat a Corts per Puigcerdà en el període de 1907 a 1923. El 1923 va donar suport al cop d'Estat del general Primo de Rivera, tot i que no va tenir cap càrrec polític. En aquesta època construí el camp de golf i l'Hotel del Golf de Puigcerdà i aconseguí notables millores de comunicacions, com la carretera de la collada de Toses i el ferrocarril entre Ripoll i la Tor de Querol. Fou conseller del Foment del Treball Nacional i de l'Institut del Foment del Conreu Cotoner. Durant la Guerra Civil es va establir a Sant Sebastià, ciutat ocupada pels feixistes, i col·laborà amb l'Asociación Cooperadora para la Continuidad Industrial, destinada a la reconstrucció de les fàbriques afectades per la guerra.
En els primers anys del franquisme va ser encausat pel Tribunal Regional de Responsabilitats, va ser acusat de frau per estraperlo en la indústria tèxtil, encara que va ser absolt dels càrrecs.
Impulsà empreses financeres, presidí la Companyia Catalana de Gas i Electricitat i fou conseller de la Maquinista Terrestre i Marítima, del Banco de España i del Banco Hispano Americano.
El 1910 va fer construir la granja de la Ricarda al Prat de Llobregat, destinada a la producció de llet, i que fou considerada una instal·lació modèlica. Actualment encara conserva de manera intacta l'estructura interior, amb tot l'espai interior recobert amb ceràmica blanca i algun detall decoratiu en verd.
El 1914, a l'inici de la febre constructora de centrals hidroelèctriques, va adquirir una sèrie de concessions d'aprofitament hidroelèctric en el riu Noguera Pallaresa en associació amb el diputat per Sort Emili Riu i Periquet. Amb el temps aquestes concessions es convertirien en les centrals hidroelèctriques d'Esterri d'Àneu, Sant Maurici, Espot i Llavorsí.
Fou president del primer Saló de l'Automòbil de Barcelona.
Gran afeccionat a la música, fou president honorari vitalici de la Junta Directiva del Gran Teatre del Liceu de Barcelona. Els seus fills Joan Antoni i Mercè van costejar els estudis d'una jove, d'humil condició, però superdotada, Montserrat Caballé. El mecenatge era força usual dins la classe benestant de l'època.